# Aixurrimnixeixu
Aixurrimnixeixu o Aššur-rim-nišešu va ser rei d'Assíria. Va pujar al tron en data incerta doncs la manca de la duració de dos regnats anteriors permet jugar amb un marge de 40 o 50 anys. Generalment se'l situa cap als anys 1420 aC - 1400 aC. La Llista dels reis d'Assíria li assigna 8 anys de regnat.
Segons les Llistes reials era fill d'Aixurbelnixeixu al que hauria succeït. Les llistes reials tenen tendència a establir la successió de pare a fill. Però és possible que en aquest (i en altres casos) això sigui un error, ja que en una inscripció pròpia trobada a les muralles d'Assur, que va reconstruir, es declara fill d'Aixurnirari II, cosa que seria més convenient per la duració del seu regnat i, per tant, germà d'Aixurbelnixeixu.
D'aquest rei no hi ha cap referència pel seu nom en la Història sincrònica (un text babiloni del segle viii aC que relaciona els reis de Babilònia i Assíria durant la dominació cassita), però aquest document deixa constància que sota el successor d'Aixurbelnixeixu, es va mantenir el litigi amb els babilonis per la demarcació de les terres frontereres i es van continuar els repartiments o delimitacions. Això va haver de passar sota el rei Kadaixmankharbe o sota Kurigalzu I (que regnava cap a l'any 1400 aC), però no s'assenyala expressament.
Segons la Llista dels reis d'Assíria el va succeir el seu fill Aixurnadinahhe II.